# Старо-Кримський район

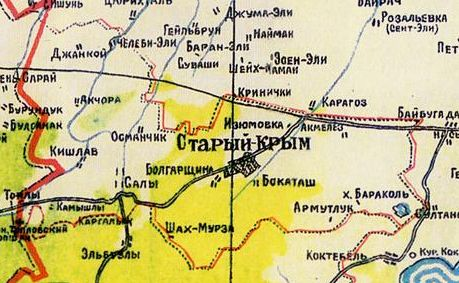
Карта Старо-Кримського району. 1922 рік

Старо-Кримський район (крим. Eski Qırım rayonı, Эски Къырым районы) — ліквідована адміністративно-територіальна одиниця Кримської АРСР та Кримської області з райцентром у Старому Криму. В історії Криму район існував двічі: протягом 1921-1924 і 1930-1959 років.
Вперше район був утворений у лютому 1921, у складі Феодосійського повіту, згідно Кримревкому від 8 січня 1921 про скасування волосної системи.
Невеликий за площею, займав територію півночі сучасної Судацької міської ради, крайній південь Кіровського району), захід Білогірського та східну частину Феодосійської міської ради. Точний внутрішній поділ наразі невідомий, доступна лише карта Кримського статистичного управління 1922 року, де позначено межі району.
Ліквідований район декретом ВЦВК від 4 серпня 1924 року, згідно з яким було внесено зміни до адміністративного поділу Кримської АРСР.
Вдруге район було утворено у вересні 1930 (за іншими даними 15 вересня 1931, замість ліквідованого Феодосійського району і в його приблизних межах. Є непідтверджені дані, що спочатку включав майже всю територію сучасних Феодосійської міської ради та Кіровського району. Після утворення 1935 року Кіровського району, Старокримський мав приблизні кордони, зафіксовані на карті 1956 року. 
На 1940 рік район включав такі ради:
- Акчора-Вакуфську
- Болгарську
- Джума-Елінську
- Ізюмовську
- Кішлавську
- Коктебельську селищну
- Найманську
- Салинську
- Цюрихтальську
- Челебі-Елійську
- Шейх-Мамайську[6]

|}
Приблизний перелік селищ, що входили до складу району, міститься в указах про перейменування населених пунктів Криму 1945 і 1948 року, повний склад поки не опублікований. 
З 25 червня 1946 року район у складі Кримської області РРФСР.
26 квітня 1954 року Кримська область була передана зі складу РРФСР до складу УРСР. 
Указом Президії Верховної Ради УРСР від 23 вересня 1959 року та рішенням Кримоблвиконкому від 24 вересня 1959 року район було ліквідовано, а його територію передано до складу Білогірського, Кіровського та Судацького районів.